# Championnat du monde de beach handball 2016
 (septembre 2017).
Si vous disposez d'ouvrages ou d'articles de référence ou si vous connaissez des sites web de qualité traitant du thème abordé ici, merci de compléter l'article en donnant les références utiles à sa vérifiabilité et en les liant à la section « Notes et références ».
Le Championnat du monde de beach handball 2016 est la septième édition de la compétition et s'est déroulée à Budapest en Hongrie du 12 au 17 juillet 2016, sous l'égide de la Fédération internationale de handball. Cette compétition comporte à la fois un tournoi masculin et un tournoi féminin.

## Tournoi masculin
| #                         | Nation     |
| ------------------------- | ---------- |
| Médaille d'or, monde      | Croatie    |
| Médaille d'argent, monde  | Brésil     |
| Médaille de bronze, monde | Qatar      |
| 4                         | Hongrie    |
| 5                         | Espagne    |
| 6                         | Ukraine    |
| 7                         | Oman       |
| 8                         | Égypte     |
| 9                         | Bahreïn    |
| 10                        | Uruguay    |
| 11                        | États-Unis |
| 12                        | Australie  |

## Tournoi féminin
| #                         | Nation    |
| ------------------------- | --------- |
| Médaille d'or, monde      | Espagne   |
| Médaille d'argent, monde  | Brésil    |
| Médaille de bronze, monde | Norvège   |
| 4                         | Hongrie   |
| 5                         | Italie    |
| 6                         | Taipei    |
| 7                         | Argentine |
| 8                         | Australie |
| 9                         | Thaïlande |
| 10                        | Pologne   |
| 11                        | Uruguay   |
| 12                        | Tunisie   |